# جنگل‌های معتدله شرق استرالیا
جنگل‌های معتدله شرق استرالیا (به انگلیسی: Eastern Australian temperate forests) یک منطقهٔ مسکونی و جنگل در استرالیا است که در نیو ساوت ولز واقع شده‌است.